# ريحان بن جليل
ريحان علي بن جليل هي سباحة ليبية من فئة ذوي متلازمة داون، من مواليد مدينة بنغازي 28 أبريل 2000، ريحان هي بطلة إقليمية ودولية لها عدة مشاركات دولية آخرها مشاركتها في حمل شعلة افتتاح الألعاب العالمية للأولمبياد الخاص في برلين - ألمانيا المقامة من 17 وحتى 25 يونيو 2023.

## الألعاب العالمية للأولمبياد الخاص برلين- ألمانيا يونيو 2023
اخُتيرت ريحان من ضمن مجموعة رياضيين لحمل الشعلة في افتتاح الألعاب العالمية للأولمبياد الخاص، والذي يعتبر من أكبر الأحداث الرياضية في العالم، المقام في مدينة برلين- ألمانيا من 17 وحتى 25 يونيو 2023. حيث كانت ليبيا من ضمن حوالي 170 دولة متنافسة. 

## الميداليات التي حصلت عليها
وفيما يلي قائمة الميداليات التي فازت بها ريحان من خلال مشاركاتها الإقليمية والدولية:
- الميدالية البرونزية،[2] في سباق 100م سباحة متنوعة في الألعاب العالمية الصيفية للأولمبياد الخاص برلين 2023.
- الميدالية الذهبية،[3] في سباق 25 متر ظهر في الألعاب العالمية للأولمبياد الخاص في أبو ظبي- الإمارات عام 2019.
- الميدالية البرونزية،[4] لسباق 25 متر ظهر في منافسات الألعاب الإقليمية التاسعة للأولمبياد الخاص للشرق الأوسط وشمال افريقيا المقامة في أبوظبي- الإمارات 2018.
- الميدالية الفضية،[4] في سباق التتابع مسافة 25 متر حرة في منافسات الألعاب الإقليمية التاسعة للأولمبياد الخاص للشرق الأوسط وشمال افريقيا المقامة في أبوظبي- الإمارات 2018.

## روابط خارجية
- ريحان بن جليل على موقع الألعاب العالمية للأولمبياد الخاص أبو ظبي 2019
- ريحان بن جليل على موقع الألعاب العالمية الصيفية للأولمبياد الخاص برلين 2023